# ذئب القطب الشمالي
ذئب القطب الشمالي (الاسم العلمي: Canis lupus arctos) يسمى أيضاً الذئب القطبي أو الذئب الأبيض، موطنه في شمال كندا وألاسكا والأجزاء الشمالية من غرينلاند.
يُطلق عليه اسم ذئب القطب الشمالي ويدعى أيضا باسم Polar Wolf : الذئب القطبي أو الأبيض
ويعتبر نوعاً فرعياً من الذئب الرمادي ودائماً يُخلط بينه وبين ذئب التندرا.
الذئاب القطبية تعيش في القطب الشمالي الكندي والمناطق الشمالية بصفة عامة وهي أصغر من الذئاب الرمادية، طولها ما بين 90 إلى 150 سم بما فيه الذيل، الذكور أضخم من الإناث
متوسط عمر ذئب القطب الشمالي 8 سنوات. والذئب الأبيض ينحدر من فصيلة الذئب الرمادي.
الذئب القطبي لا يخاف من الناس نسبياً، ويمكن أن يقترب من المناطق المأهولة بالناس في بعض الأحيان.